# Sylvère Maes
Sylvère Maes (Zevekote, 27 augustus 1909 – Oostende, 5 december 1966) was een Belgisch wielrenner, actief als prof van 1933 tot 1948. Zijn bijnaam was Lepe Peer, omdat hij slim reed.
In zijn debuutjaar won hij Parijs-Roubaix en de voorloper van het wereldkampioenschap veldrijden, het Internationaal Veldritcriterium.
Hij won tweemaal de Ronde van Frankrijk, in 1936 en 1939 (daarna was het wachten tot Eddy Merckx als volgende Belg in 1969 de Ronde van Frankrijk won). In het bergklassement van de Ronde eindigde hij ook enkele malen hoog: in 1939 werd hij ook daarin de eindwinnaar. In de Tour van 1937 stapte de gehele Belgische ploeg na talrijke schandalen geïnspireerd door het Franse chauvinisme af, waardoor Maes een mogelijke tweede opeenvolgende Tourzege aan zijn neus voorbij zag gaan. Na de Tweede Wereldoorlog verscheen hij nog even aan het wielerfront met een vijfde plaats in de Giro van 1947.
Tussen 1949 en 1957 was Sylvère Maes ploegleider van de Belgische ploeg in de Tour.
Sylvère Maes overleed eind 1966 op 57-jarige leeftijd. Zijn graf bevindt zich op de begraafplaats Warande te Gistel.

## Belangrijkste overwinningen
1932
- Brussel-Luxemburg-Mondorf

1933
- Parijs-Roubaix
- Internationaal Veldritcriterium
- Schaal Sels

1934
- 24e etappe Ronde van Frankrijk

1935
- 15e etappe Ronde van Frankrijk

1936
- 13e etappe B Ronde van Frankrijk
- 14e etappe B Ronde van Frankrijk
- 16e etappe Ronde van Frankrijk
- 19e etappe B Ronde van Frankrijk
- eindklassement Ronde van Frankrijk

1937
- 5e etappe B Ronde van Frankrijk

1939
- 15e etappe Ronde van Frankrijk
- 16e etappe B Ronde van Frankrijk
- eindklassement Ronde van Frankrijk
- Bergklassement Ronde van Frankrijk
- Circuit de Morbihan

## Resultaten in voornaamste wedstrijden
| Jaar | Ronde van Italië | Ronde van Frankrijk | Ronde van Spanje |
| ---- | ---------------- | ------------------- | ---------------- |
| 1933 |                  |                     |                  |
| 1934 |                  | 8e (1)              |                  |
| 1935 |                  | 4e (1)              |                  |
| 1936 |                  | ↑ (4)               |                  |
| 1937 |                  | opgave (1)          |                  |
| 1938 |                  | 14e                 |                  |
| 1939 |                  | ↑ (2)               |                  |
| 1947 | 5e               |                     |                  |
| 1948 |                  |                     |                  |

| Jaar | Gent-Wevelgem | Ronde van Vlaanderen | Parijs-Roubaix | Luik-Bast.‑Luik | Waalse Pijl | Parijs-Brussel | Omloop Het Volk |
| ---- | ------------- | -------------------- | -------------- | --------------- | ----------- | -------------- | --------------- |
| 1933 |               | 10e                  | ↑              |                 |             | 10e            |                 |
| 1934 |               |                      | 23e            |                 |             | 9e             |                 |
| 1935 |               |                      | 23e            | 7e              |             | 9e             |                 |
| 1936 |               |                      | 16e            |                 |             | 4e             |                 |
| 1937 |               | 9e                   |                |                 |             |                |                 |
| 1938 |               | ↑                    | 34e            | 5e              | Zilver      |                |                 |
| 1939 |               | 12e                  |                |                 |             |                |                 |
| 1947 | 12e           | 13e                  |                |                 |             |                | 6e              |
| 1948 |               |                      |                |                 |             | 34e            |                 |